# Biegi narciarskie na Mistrzostwach Świata w Narciarstwie Klasycznym 2011 – sztafeta 4 × 10 km mężczyzn
Sztafeta mężczyzn 4 × 10 km była jedną z konkurencji XXXV Mistrzostw Świata w Narciarstwie Klasycznym; odbyła się 4 marca 2011. Tytuł sprzed dwóch lat obroniła reprezentacja Norwegii, startująca tym razem w składzie: Martin Johnsrud Sundby, Eldar Rønning, Tord Asle Gjerdalen i Petter Northug. Drugie miejsce zajęli Szwedzi: Daniel Richardsson, Johan Olsson, Anders Södergren oraz Marcus Hellner, a brązowy medal zdobyli Niemcy: Jens Filbrich, Axel Teichmann, Franz Göring i Tobias Angerer.

## Rezultaty
| Miejsce | Numer | Państwo           | Zawodnicy                                                                         | Czas                                      | Strata  |
| ------- | ----- | ----------------- | --------------------------------------------------------------------------------- | ----------------------------------------- | ------- |
| 01 !    | 2     | Norwegia          | Martin Johnsrud Sundby Eldar Rønning Tord Asle Gjerdalen Petter Northug           | 1:40:10,2 26:05,7 25:44,7 24:22,4 23:57,4 | —       |
| 02 !    | 1     | Szwecja           | Daniel Richardsson Johan Olsson Anders Södergren Marcus Hellner                   | 1:40:11,5 25:43,5 26:06,3 24:22,2 23:59,5 | +1,3    |
| 03 !    | 6     | Niemcy            | Jens Filbrich Axel Teichmann Franz Göring Tobias Angerer                          | 1:40:15,9 26:13,7 26:03,7 23:56,5 24:02,0 | +5,7    |
| 4       | 5     | Finlandia         | Ville Nousiainen Sami Jauhojärvi Juha Lallukka Matti Heikkinen                    | 1:40:25,2 26:38,6 25:35,2 23:47,4 24:24,0 | +15,0   |
| 5       | 9     | Włochy            | Valerio Checchi Giorgio Di Centa Roland Clara Pietro Piller Cottrer               | 1:40:41,5 26:26,7 25:50,0 23:48,2 24:36,6 | +31,3   |
| 6       | 17    | Japonia           | Kōhei Shimizu Keishin Yoshida Masaya Kimura Nobu Naruse                           | 1:41:49,4 26:26,0 25:51,1 24:54,7 24:37,6 | +1:39,2 |
| 7       | 8     | Rosja             | Maksim Wylegżanin Stanisław Wołżencew Aleksandr Legkow Ilja Czernousow            | 1:42:46,3 25:43,0 26:26,8 25:41,1 24:55,4 | +2:36,1 |
| 8       | 3     | Czechy            | Martin Jakš Lukáš Bauer Jiří Magál Martin Koukal                                  | 1:43:08,2 27:03,9 26:08,0 25:12,7 24:43,6 | +2:58,0 |
| 9       | 10    | Szwajcaria        | Toni Livers Dario Cologna Remo Fischer Curdin Perl                                | 1:43:20,9 27:06,9 26:05,5 25:12,4 24:56,1 | +3:10,7 |
| 10      | 13    | Estonia           | Jaak Mae Algo Kärp Karel Tammjärv Aivar Rehemaa                                   | 1:43:21,3 26:11,6 26:49,6 25:19,4 25:00,7 | +3:11,1 |
| 11      | 4     | Francja           | Jean-Marc Gaillard Maurice Manificat Vincent Vittoz Robin Duvillard               | 1:44:59,3 26:48,0 27:10,9 25:04,9 25:55,5 | +4:49,1 |
| 12      | 7     | Kanada            | Stefan Kuhn Len Väljas Ivan Babikov George Grey                                   | 1:45:12,1 27:50,8 27:27,2 24:40,5 25:13,6 | +5:01,9 |
| 13      | 11    | Kazachstan        | Siergiej Czeriepanow Aleksiej Połtoranin Giennadij Matwijenko Jewgienij Wieliczko | 1:45:20,9 26:11,8 26:27,0 26:59,2 25:42,9 | +5:10,7 |
| 14      | 12    | Stany Zjednoczone | Andrew Newell Kris Freeman Noah Hoffman Tad Elliott                               | 1:47:05,0 28:16,7 27:07,8 25:24., 26:16,0 | +6:54,8 |
| 15      | 14    | Wielka Brytania   | Andrew Musgrave Simon James Platt Callum Smith Andrew Young                       | LAP 28:17,5 31:11,6 28:06,8               | —       |
| 16      | 15    | Australia         | Ben Sim Ewan Watson Callum Watson Mark van der Ploeg                              | LAP 29:17,3 30:44,0                       | —       |
| 17      | 16    | Dania             | Asger Fischer Mølgaard Kristian Wulff Jens Hulgaard Lasse Hulgaard                | LAP 30:47,7 32:25,4                       | —       |